# De tre heliga hierarkernas kyrka
De tre heliga hierarkernas kyrka (rumänska: Biserica Sfinții Trei Ierarhi) är en rumänsk-ortodox kyrkobyggnad belägen i staden Bistrița i länet Bistrița-Năsăud, i norra Rumänien.
Kyrkan är helgad åt de tre heliga hierarkerna, som består av kyrkofäderna Basileios den store, Gregorios av Nazianzos och Johannes Chrysostomos.

## Historik
De tre heliga hierarkernas kyrka började att byggas år 1927, då grundstenen lades den 28 juli. Kyrkan stod klar 1938 och invigdes 1941 av metropolit Nicolae Colan.